# Фонтана (Ђенова)
Фонтана (итал. Fontana) је насеље у Италији у округу Ђенова, региону Лигурија.
Према процени из 2011. у насељу је живело 28 становника. Насеље се налази на надморској висини од 212 м.